# ウサマ・アサイディ
ウサマ・アサイディ（アラビア語: أسامة السعيدي; Oussama Assaidi, 1988年8月15日 - ）は、モロッコ出身の元サッカー選手。ポジションはMF。
同じモロッコ代表のイスマイル・アイサティと名前が似ているため、注意が必要である（ちなみに誕生日は一日違い）。

## 経歴
2006-07シーズンからオランダのアルメレ・シティFCでプロキャリアをスタートさせ、2008年の夏、デ・フラーフスハップに移籍した。2009年にSCヘーレンフェーンに移籍し、FCフローニンゲン戦でデビューした。
2012年8月17日、リヴァプールFCへ完全移籍した。しかし出場機会があまり訪れず、2013年8月27日、ストーク・シティFCへレンタル移籍した。
2015年1月12日、アル・アハリ・ドバイへ完全移籍した。

## 代表歴
オランダ代表とモロッコ代表でプレーすることができたが、2011年2月のニジェール代表戦でモロッコ代表としてA代表デビューを果たした。アフリカネイションズカップ2012、2013に出場した。

## 所属クラブ
- FCオムニワールド 2006-2008
- デ・フラーフスハップ 2008-2009
- SCヘーレンフェーン 2009-2012
- リヴァプールFC 2012-2015.1

→ ストーク・シティFC 2013-2014 (loan)
→ ストーク・シティFC 2014-2015.1 (loan)
- アル・アハリ・ドバイ 2015.1-2016.12
- FCトゥウェンテ 2017.1-

## 個人成績

### クラブでの成績
| シーズン | クラブ               | 国           | リーグ                 | 出場 | 得点 |
| -------- | -------------------- | ------------ | ---------------------- | ---- | ---- |
| 2006/07  | アルメレ・シティFC   | オランダ     | エールステ・ディヴィジ | 7    | 0    |
| 2007/08  | アルメレ・シティFC   | オランダ     | エールステ・ディヴィジ | 29   | 3    |
| 2008/09  | デ・フラーフスハップ | オランダ     | エールディヴィジ       | 12   | 3    |
| 2009/10  | デ・フラーフスハップ | オランダ     | エールステ・ディヴィジ | 5    | 5    |
| 2009/10  | SCヘーレンフェーン   | オランダ     | エールディヴィジ       | 20   | 1    |
| 2010/11  | SCヘーレンフェーン   | オランダ     | エールディヴィジ       | 31   | 9    |
| 2011/12  | SCヘーレンフェーン   | オランダ     | エールディヴィジ       | 27   | 10   |
| 2012/13  | リヴァプールFC       | イングランド | プレミアリーグ         | 4    | 0    |
| 総通算   |                      |              |                        | 131  | 29   |